# Хендрик III (Брабант)
Вижте пояснителната страница за други личности с името Хайнрих III.
Хайнрих III (на немски: Heinrich III Brabant; * 1231, Льовен, Херцогство Брабант; † 28 февруари 1261, Льовен, Херцогство Брабант) от род Регинариди, е херцог на Брабант от 1248 до 1261 г.

## Живот
Син е на херцог Хайнрих II от Брабант († 1 февруари 1248) и на първата му съпруга Мария фон Хоенщауфен (* март/април 1196; † пр. 1235, Льовен), дъщеря на немския крал Филип Швабски († 1208) и Ирина Ангелина († 1208), дъщеря на византийския император Исак II Ангел. По-малкият му полубрат Хайнрих I е първият ландграф на Хесен (1247 – 1308) г.
Хайнрих III наследява баща си през 1248 г. като херцог на Брабант. Той помага на роднината си, немския геген-крал, Вилхелм Холандски.
На смъртното си легло Хайнрих III подписва през 1261 г. харта, която дава на жителите му по-големи свободи.

## Деца
През 1251 г. Хайнрих III се жени за Аликс от Бургундия (1233 – 1273), дъщеря на Хуго IV, херцог на Бургундия (Стара бургундска династия), и Йоланда дьо Дрьо (* 1212, † 30 октомври 1248). Техните деца са:
- Хайнрих IV (1251 – 1272), херцог на Брабант от 1261 г. до 1267 г.
- Ян I Победоносния (1252 или 1253 –1294), херцог на Брабант от 1267 г.
- Готфрид († 1302), господар на Ершот
- Мария (1256 – 1321), ∞ 1274 Филип III Смелия (1245 – 1285), крал на Франция (Капетинги)